# 平詩野
平詩野（たいら しの）は、日本のシナリオライター、小説家、脚本家。平舞喜歩（たいら まきほ）名義でも活動している。

## 主な作品

### 「平詩野」名義

#### 書籍
- 『ボーグル』(秋田書店)
- 『覡～かんなぎ～』(角川富士見書房ドラゴンエイジ)
- 『エターナル・ガーディアン』(講談社ホワイトハート文庫)
- 『エトワールの方程式』(幻冬舎コミックス)
  - 『エトワールの方程式～恋の境界線～』
  - 『エトワールの方程式～ラブ・ゲーム』
  - 『エトワールの方程式～オレ様な王子様』

#### ゲーム

##### 一般向け
- ボイスパラダイス（1996年、PC-FX）メインシナリオ
- 悠久幻想曲 2nd Album（1998年、セガサターン / PlayStation）メインシナリオ
- ブルードラゴン（2006年、Xbox）メインシナリオ、サブシナリオ
- テイルズ オブ ザ テンペスト（2006年、ニンテンドーDS）シナリオ

##### 18禁ゲーム
- あの街の恋の詩（2006年）原案、メインシナリオ
- 秘めゴト（2007年）2キャラシナリオ
- 月神楽（2007年）サブシナリオ
- 淫触の病棟〜禁忌の生贄たち〜（2008年）3キャラシナリオ
- WIZARD GIRL AMBITIOUS（2008年）6キャラシナリオ
- しゅ〜てぃんぐ妹スター☆ 〜お兄ちゃん、覚悟しててよね♪〜（2011年）6キャラメインシナリオ
- ヌキどきッ! 〜天使と悪魔の搾精バトル〜（2012年）メインキャラシナリオ

##### 女性向け
- 遙かなる時空の中で（2000年）設定、メインシナリオ担当
- S.Y.K 〜新説西遊記〜 Portable（2009年、PlayStation Portable）サブイベントシナリオ

##### 女性向け18禁ゲーム
- エトワールの方程式（2004年）原案、世界観設定、メインシナリオ
- バトラーズ〜召しませお嬢様〜（2006年）2キャラ、共通シナリオ
- ブラザーズ〜恋するお兄さま〜（2007年）メインシナリオ
- ロイヤルズ〜愛しの王子さま〜（2008年）メインシナリオ

その他多数

##### スマートフォンゲーム
- 月と砂の恋詩（2014年）原案、世界観設定、2キャラシナリオ
- ｢ローズ・ガーデン｣ 原案､世界観設定､全シナリオ
- ｢桜凛学園の恋愛事情｣原案､キャラ設定､6キャラプロット作成
- ｢ヤマトクロノクル覚醒｣追加キャラ設定､季節イベントシナリオ

##### モバゲー
- ｢魔法少女なまどかマギカ｣(モバゲー)イベントシナリオ
- ｢巨人の星｣､｢あしたのジョー｣メインシナリオ修正､追加シナリオ
- ｢スペック｣クエストシナリオ､キャラクター説明文

その他多数

#### オリジナルビデオアニメ
- ｢世紀末★ダーリン｣

#### 18禁オリジナルビデオアニメ
- ｢その花びらにくちづけを｣
- ｢雨芳恋歌 上巻､下巻｣
- ｢姫様限定｣
- ｢らぶ2Quad｣
- ｢WIZARD GIRL AMBITIOUS｣
- ｢Chu(治癒)してあげちゃう上巻・下巻｣

その他多数

#### TV
- フジテレビ｢ポンキッキーズ・『ポンポンポロロ』｣
- TV東京・ゆけむり温泉・激安の旅・TV東京・路線バスの旅
- BSフジ名作劇場総集編
  - ｢あらいぐまラスカル｣
  - ｢赤毛のアン｣
  - ｢ペリーヌ物語｣
  - ｢トム・ソーヤの冒険｣
  - ｢南の虹のルーシー｣
  - ｢七つの海のティコ｣

#### TVCM
- ケロケロキングスーパーデラックス(PSゲーム)

#### ラジオ
- ニッポン放送『ゲルゲ・夜のドラマシアター』
- ニッポン放送『草尾毅と宮村優子のカフェ・デ・ゲルゲ』
- ｢集英社コバルト文庫ドラマシリーズ｣
  - ｢碧眼の少年｣
  - ｢キル・ゾーン｣
  - ｢龍は微睡む｣
  - ｢龍と魔法使い｣
  - ｢銀葉亭茶話｣

#### エッセイ・その他
- 楽しいお酒の飲み方
- ハンター×ハンターグリードアイランド編アフレコリポート
- ハンター×ハンターグリードアイランド完結編アフレコリポート
- 毎日子供新聞『ズッコケ三人組アフレコリポート』
- 東映アニメーション｢ディア・マイ・ロード｣ホームページ用 短編小説
- ｢添い寝CD｣ ドラマCDおまけ小説

#### イベント
- ｢テニスの王子様・春の庭球祭｣(構成)
- ｢エターナル・ガーディアン発売記念イベント｣(構成)

#### ドラマCD

##### 一般向け
- 『エターナル・レジェント～継承者の系譜～上巻』
- 『エターナル・レジェント～継承者の系譜～中巻』
- 『エターナル・レジェント～継承者の系譜～下巻』
- ｢魔導操機ヴァイアス｣
- ｢アーク・エンジェル｣
- ｢ボーグルvol.1｣
- ｢ボーグルvol.2｣
- ｢DEAR BOYS(脚本)」
- ｢E‘S（作者　結賀さとる）」
- ｢KA・RE・SHI（作者　小越なつえ）」
- ｢グランダー武蔵RV“秘密の大放送・レジェンダーナイト”」
- ｢妄想列島☆青春編～地方の時代がやってきた！～」
- ｢妄想列島☆旅人編～地方の言葉で癒されるわ～ん!～」
- ｢ななか6/17」
- ｢はなまるきっず5才CD11号」（幼児向け）
- ｢はなまるきっず5才CD7号」（幼児向け）
- ｢新・まいっちんぐマチコ先生vol.1・2」
- ｢世紀末プライムミニスターvol.1・2」
- ｢閃光華るびくら」
- ｢天は赤い河のほとりvol.7・8」
- ｢天は赤い河のほとりスペシャルCDドラマ」
- ｢約束の絆」
- ｢アルコバレーノ」
- ｢遥かなる時空の中で(萌芽の巻・前後編)」
- ｢魍魎姫伝」
- ｢コミカルもうりょうきでん」
- ｢月陽炎vol.1～5」

##### BL
- ｢エターナル・ガーディアン～序章～｣
- ｢エターナル・ガーディアン1章､2章､3章｣
- ｢オジサマVSワカゾウ vol.1｣
- ｢オジサマVSワカゾウ vol.2｣
- ｢その男､侵入禁止!｣
- ｢LEVEL-C｣
- ｢ラ・ヴィアン・ローズ｣
- ｢レヴァリアースvol.1.2｣
- ｢神無ノ鳥｣
- ｢BUD BOY｣
- ｢HANON～ハノン～｣
- ｢Lovin' you｣
- ｢THE DARK BLUE｣
- ｢あなたは怠惰で優雅｣
- ｢こちらポーラスター旅行社です！！｣
- ｢スタンレー・ホークの事件簿･山藍紫姫子の世界Ⅲ｣
- ｢ステディースタディ｣
- ｢虜にさせるキスをしよう 2 そのくちびるで惑わせて｣
- ｢トラブルメイカー｣
- ｢プリーズ・ミスター・ポリスマン！｣
- ｢ヘイ！ドクター｣
- ｢まなざしのレジスタンス｣
- ｢ミス・キャスト 06 取材拒否｣
- ｢メールボーイ｣
- ｢メールボーイ 2 前途は多難｣
- ｢わりとよくある男子校的恋愛事情｣
- ｢愛の深さは膝くらい 2 愛くらいちゃんと｣
- ｢悪 ～WARU～｣
- ｢英国妖異譚｣
- ｢英国妖異譚 2 嘆きの肖像画｣
- ｢眼鏡cafe GLASS｣
- ｢金のカイン｣
- ｢金環蝕 山藍紫姫子の世界｣
- ｢金曜紳士倶楽部｣
- ｢君さえいれば…｣
- ｢大人と子供の境界線2 好きと嫌いの境界線｣
- ｢困った時には星に聞け！｣
- ｢困った時は星に聞けvol.1・2｣
- ｢少年のフェロモン｣
- ｢少年舞妓・千代菊がゆく！｣
- ｢新・世紀末ダーリン｣
- ｢新装版 Nobody Knows｣
- ｢締め切りのその前に！？｣
- ｢吐息はやさしく支配する｣
- ｢東京野蛮人｣
- ｢MOMO・CAN 2 ～桃缶 2｣
- ｢伯爵様は危険な遊戯がお好き 2｣
- ｢伯爵様は不埒なキスがお好き 1｣
- ｢彼氏シリーズ 1 彼氏いりませんか？｣
- ｢氷の魔物の物語｣
- ｢不夜城のダンディズム｣
- ｢有罪｣
- ｢しょせんケダモノ 2 妖狐、につまる｣
- ｢竜の遺言｣
- ｢恋しくて｣
- ｢恋するベクトル｣
- ｢籠蝶は花を恋う｣

#### 作詞
- 『エターナル・ガーディアン・ドラマCDオープニング､エンディング集』
  - ｢Crssing Load｣
  - ｢風に吹かれて｣
  - ｢Dretiny｣
  - ｢すべては始まりの為に｣
  - ｢永遠の絆｣
  - ｢まだ見ぬ君へ｣
  - ｢Crssing Load(バラード)｣
  - ｢未来に吹く風｣

### 「平舞喜歩」名義

#### BLドラマCD
- ｢B級グルメ倶楽部」
- ｢DARLING 2」
- ｢DARLING ダーリング」
- ｢オマケの王子様」
- ｢愛の深さは膝くらい」
- ｢仮面の花嫁～弄花伝～」
- ｢原罪」
- ｢個人教授」
- ｢秘密のゴミ箱でキスをして 秘密のゴミ箱で2」
- ｢不埒なモンタージュ」
- ｢恋愛至難！」
- ｢啼けない鳥」
- ｢贖罪｣